# Manfred Dietze
Manfred Dietze (* 10. Dezember 1928 in Lindenthal; † 10. Juni 2014 in Berlin) war ein Generalleutnant des Ministeriums für Staatssicherheit (MfS) und von 1981 bis 1989 Leiter der Hauptabteilung I (HA I) des MfS.

## Leben
Dietzes Vater war Schlosser, seine Mutter Hausfrau. Nach der mittleren Reife musste er noch Kriegsdienst als Luftwaffenhelfer leisten.
1945 trat er der KPD bei, 1946 wurde er nach der Zwangsvereinigung von SPD und KPD automatisch Mitglied der SED. 1946 wurde er bei der Polizei eingestellt. 1949 besuchte er die Politkultur-Schule der Volkspolizei (VP), ehe er 1950 zur Hauptverwaltung Ausbildung des Ministeriums des Innern (MdI) wechselte. Dort arbeitete er als Persönlicher Referent des Chefinspekteurs.
1951 wechselte Dietze zur Abteilung I (VP-Bereitschaften) des MfS, wo er 1955 Abteilungsleiter wurde. Von 1960 bis 1965 absolvierte er ein Fernstudium an der Juristischen Hochschule (JHS) des MfS in Potsdam-Eiche. Dieses schloss er als Diplom-Jurist mit einer Arbeit unter dem Titel „Die Koordinierung und Organisierung der komplexen Arbeit in den Organen des MfS, dargestellt am Zusammenwirken der HA I mit den Bezirksverwaltungen und Kreisdienststellen bei der Absicherung der Umgebung der militärischen Objekte der Luftstreitkräfte und Luftverteidigung zur Bekämpfung der Spionagetätigkeit imperialistischer Geheimdienste“. Von 1967 bis 1971 war er Offizier im besonderen Einsatz (OibE) und Leiter einer Auslandsoperativgruppe der Abteilung III (legal abgedeckte Residenturen) der Hauptverwaltung Aufklärung. 1971 wurde Dietze zum stellvertretenden Leiter der HA I (Militärabwehr) ernannt und 1972 zum Oberst befördert. Am 24. Juni 1981 wurde er schließlich Leiter dieser HA (Nachfolger von Karl Kleinjung), zum Generalmajor ernannt und 1989 zum Generalleutnant befördert. Im Zuge der Wende und friedlichen Revolution in der DDR wurde Dietze am 6. Dezember 1989 von seiner Funktion entbunden und 1990 entlassen.
Seitdem lebte er als Rentner in Berlin. Im März 2001 unterzeichnete er zusammen mit 22 weiteren ehemaligen hochrangigen MfS-Offizieren einen offenen Brief in der jungen Welt, in dem sie die angebliche „Hexenjagd“ auf ehemalige Mitarbeiter der Staatssicherheit anprangerten. Als Autor beteiligte er sich mit einem Beitrag zu Die Sicherheit – Zur Abwehrarbeit des MfS, einer Rechtfertigungsschrift ehemaliger MfS-Angehöriger, die von Karl Wilhelm Fricke als Teil des Geschichtsrevisionismus von Stasi-Kadern eingeordnet wird. Dietze starb im Alter von 85 Jahren am 10. Juni 2014 in Berlin.

## Auszeichnungen
- 1985 Vaterländischer Verdienstorden in Gold
- 1989 Rotbannerorden der UdSSR

## Schriften
- mit Bernhard Riebe: Zur Militärabwehr (HA I im MfS), in: Reinhard Grimmer/Werner Irmler/Willi Opitz/Wolfgang Schwanitz (Hrsg.): Die Sicherheit – zur Abwehrarbeit des MfS, Band 1, edition ost, Berlin 2003, S. 350–401.[6]
- mit Wolfgang Schwanitz, Werner Großmann u. a.: Fragen an das MfS – Auskünfte über eine Behörde, edition ost, Berlin 2010.